# Festival Ambulante Gira de documentales
Il Festival Ambulante Gira de documentales, anche noto come Festival Ambulante, è un evento cinematografico itinerante e non competitivo dedicato ai documentari che si tiene annualmente dal 2005 in America Latina e negli Stati Uniti. Venne ideato dall'associazione messicana no-profit Ambulante Más Allá (Ambulante al di là) fondata da Gael García Bernal, Diego Luna e Pablo Cruz. La direzione organizzativa è affidata a Elena Fortes.

## Storia
Il Festival Ambulante è nato da un'idea di Gael García Bernal e Diego Luna. In un periodo dove le cineteche non esistevano ed era impossibile vedere film che non fossero popolari (soprattutto nei piccoli villaggi) i due attori sentirono l'esigenza di creare una rete di condivisione cinematografica più consistente.
Il primo passo verso la realizzazione del festival avviene nel 2005, quando fu creata la fondazione messicana no-profit Ambulante Más Allá (Ambulante al di là), con l'aiuto di Pablo Cruz, produttore per Canana Films, ed Elena Fortes, attualmente direttrice del festival. La fondazione consiste essenzialmente in un progetto di formazione audiovisivo il cui obiettivo è realizzare attività formative per i giovani filmmakers latino-americani che non hanno accesso alle risorse sufficienti per dare alla luce i loro progetti.

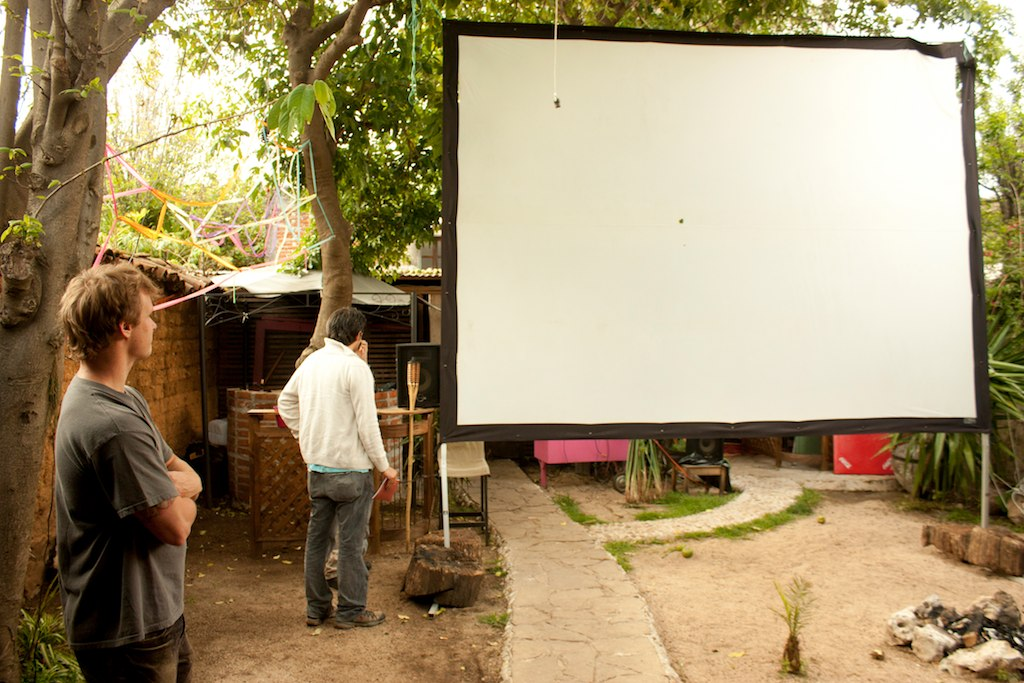
In un villaggio del Chiapas nel 2012

Grazie a una buona campagna di marketing, lo slogan virale "Scoprire, condividere e trasformare" (descubrir, compartir, tranformar), e la popolarità dei suoi fondatori, il festival ha potuto avviarsi nel 2006. In principio era molto ridotto, ma dopo dieci edizioni si è trasformato nel festival del cinema documentario più importante dell'America Latina.
La missione del festival è di democratizzare la cultura del documentario non solo come forma artistica ma soprattutto come motore di cambiamento sociale. Essa viene perseguita portando documentari messicani e stranieri in zone e città dell'America Latina in cui non è facile trovare sale cinematografiche. Attraverso la condivisione dei documentari, il festival cerca di incoraggiare la produzione di film indipendenti che permettano alle comunità di rafforzare la propria identità, difendere i propri diritti, rompere gli stereotipi e dare un'immagine diversa a quei luoghi comuni considerati negativi.

## Programma
Il festival presenta ogni anno un centinaio di documentari. Prima e dopo la proiezione del film la squadra che ha realizzato il progetto viene invitata a introdurre il proprio lavoro. I filmmakers possono eventualmente decidere di organizzare dibattiti pubblici o workshops a seconda dell'argomento trattato e dall'interesse suscitato. La tournée del festival è composta da oltre 150 tappe suddivise in quattro paesi: Messico, El Salvador, Colombia e Stati Uniti (California). La durata del festival è di circa tre mesi, di norma da febbraio a maggio oppure da marzo a giugno. Le sedi delle proiezioni includono drive-in, arene, piazze, spiagge, teatri, locali, alberghi, biblioteche o altri luoghi di interesse pubblico. A Città del Messico il festival è ospitato all'interno degli spazi dedicati al Music Festival Vive Latino.  Oltre il 60% del programma è gratuito e accessibile alle classi sociali più povere o disagiate (detenuti, rifugiati).

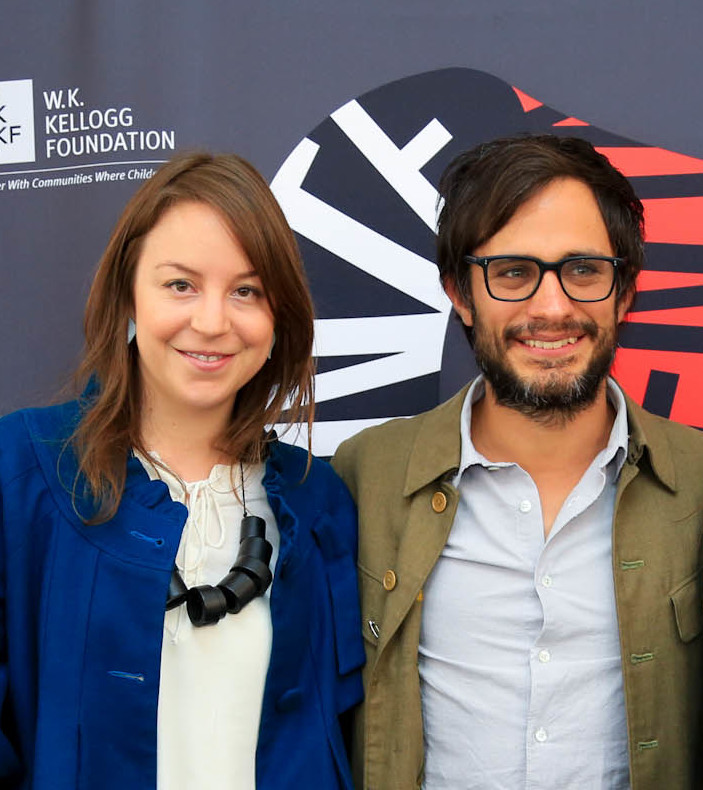
Elena Fortes e Gael García Bernal nel 2013 a Città del Messico

Nelle recenti edizioni il programma del festival si è arricchito di ospiti d'eccezione, fra i quali Amnesty International, e ha sostenuto campagne solidali lanciate dalle organizzazioni benefiche latino-americane. L'offerta tematica si articola in 12 sezioni (pellicole meglio recensite, più recenti, d'avanguardia, in 3D, per ragazzi e bambini, di interesse musicale ecc.) e nella sezione Imperdibles sono inclusi concerti e installazioni. Il tema principale dell'evento (dal 2011) varia ad ogni edizione anche a seconda delle campagne solidali sostenute.

### Edizioni
- 2011 – 6ª edizione (dall'11 febbraio al 5 maggio), tema centrale: Abitare (Habitar)
- 2012 – 7ª edizione (dal 10 febbraio al 3 maggio), tema centrale: Utopia (Utopía)
- 2013 – 8ª edizione (dall'8 febbraio al 9 maggio), tema centrale: Liberazione (Liberación)
- 2014 – 9ª edizione (dal 30 gennaio al 30 maggio), tema centrale: Il tempo (El tiempo)
- 2015 – 10ª edizione (dal 29 gennaio al 3 maggio), tema centrale: Lo stupore (El asombro)
- 2016 – 11ª edizione (dal 31 marzo al 2 giugno), tema centrale: Uguaglianza di genere (Género y paz)
- 2017 – 12ª edizione (dal 23 marzo al 25 maggio), tema centrale: Giustizia e Immigrazione (Justicia y migración)
- 2018 – 13ª edizione (dall'8 marzo al 17 maggio), tema centrale: L'intenso presente (El intenso ahora)[9]
- 2019 – 14ª edizione (dal 21 febbraio al 16 maggio), tema centrale: Illusioni Ottiche (Ilusiones ópticas)
- 2020 – 15ª edizione (dal 28 aprile al 29 maggio), edizione online a causa della pandemia di COVID-19, tema centrale: Transizioni (Tránsitos)

## Premio Ambulante
Dal 2015, il Festival Internacional de Cine de Morelia (FICM) in collaborazione con il Festival Ambulante consegna il premio speciale Ambulante al miglior documentario. L'opera vincitrice è proiettata durante l'edizione successiva del festival. A partire dal 2016, sempre all'interno del FICM, il Festival Ambulante offre l'equivalente in pesos di $50,000 a un progetto interessante che però non può essere prodotto per mancanza di denaro.
Vincitori
- 2015 – El Paso, regia di González Reyes[12]
- 2016 – Resurrección, regia di Eugenio Polgovsky[13]
- 2017 – Potentiae, regia di Javier Toscano[14]

## In Italia
La fondazione collabora con i festival dei paesi internazionali per arricchire l'offerta e promuovere la propria attività. In Italia alcuni cortometraggi del programma Ambulante sono stati presentati da Gael García Bernal in occasione del Biografilm Festival 2016 di Bologna, all'interno della sezione Best of Fest che raccoglie le opere che hanno entusiasmato il pubblico e la critica dei migliori festival. Il Festival Ambulante e il Biografilm Festival sono stretti da gemellaggio. A Bologna, la direttrice di Ambulante Elena Fortes è uno dei membri della giuria internazionale. Nel 2015 il Festival Ambulante è stato invitato al Sole Luna Doc Fest di Treviso.
Nella lista dei docufilm italiani presentati al festival Ambulante sono stati inclusi Fuocoammare di Gianfranco Rosi e La teoria svedese dell'amore di Erik Gandini.